# テクノア
株式会社テクノア（英: Technoa inc.）は、岐阜県岐阜市に本社を置くパッケージソフトウェアベンダー、システムインテグレーターである。

## 概要
1985年に株式会社として設立され、中小製造業向けの生産管理システムやIoTシステムなどのパッケージシステムの開発、販売、サポートを主業としている。社名は「テクノロジー（科学）とノア（文化）の融合と調和」が由来。経営理念は、「縁があった企業や人々を幸せにする」としている。

## 主なサービス
業務用パッケージソフト開発
- 生産管理システムTECHSシリーズ
- 生産スケジューラ Seiryu
- AI画像認識を利用した工場の見える化システム A-Eyeカメラ
- AI類似図面検索
- 総合健診支援システム iD-Heart
- 3Dシミュレーションシステム i-Designer

システムインテグレーション

## 沿革
- 1981年7月　岐阜市柳生町にて大道等が創業[2]。
- 1985年10月　株式会社テクノア設立[2]。
- 1989年10月　資本金 2,700万円に増資[2]。
- 1991年3月　資本金 4,050万円に増資[2]。
- 1993年7月　建築石材専用CADシステム『PIETRA』を発売。
- 1994年
  - 4月　東京本部を開設。
  - 6月　生産管理システム『TECHS-S』を発売。
  - 7月　生産工程計画システム『PowerSheet』を発売。
- 1996年5月　大阪支店を開設。
- 1997年6月　資本金　5,000万円に増資[2]。
- 1999年5月　仮想縫製システム『i-Designer』を工業技術院物質工学工業技術研究所、岐阜県製品技術研究所、岐阜県生産情報技術研究所と共同で発表[3]。

- 2000年7月　仮想縫製システム『i-Designer』を発売。
- 2001年
  - 6月　帳票作成システム『EUC Tool（End User Computing Tool）』を発売。
  - 8月　総合健診支援システム『iD-Heart』を発表。
- 2002年
  - 1月　バーチャルファッションコーディネートシステム『i-D Fit』を発売。
  - 5月　『見積Plus+ Ver1.1』を発売。
  - 6月　『検索Plus+』を発売。
- 2004年2月　バーチャルフィッティングソフト『3D fit View』を発売、中学校家庭科向けバーチャルファッションソフト『i-D Fit Jr.』を発売。

- 2005年11月　資本金　7,280万円に増資[2]。
- 2006年3月　九州支店を開設。
- 2007年4月　国際規格　ISO/IEC 27001:2005（国内規格JIS Q 27001:2005）の認証を本社にて取得。
- 2008年11月　生産管理システム『TECHS-BKⅡ』を発売、国際規格　ISO/IEC 9001:2000(国内規格JIS Q 9001:2000）の認証を全社にて取得。
- 2009年11月　総合健診システム『ｉD‐HeartⅡ』を発売。

- 2010年6月　健診システム『健診レポ』を発売。
- 2012年3月　農産物直売所POSシステム『iD-POS Ver2.1』を発売。
- 2014年
  - 1月　生産管理システム『TECHSシリーズ』9年連続出荷本数No.1の発表。
  - 2月　大阪支店を現住所に移転。
- 2015年
  - 1月　フリーデザインシミュレータを発売。
  - 5月　3Dシミュレーションシステム『i-D Web クラウド』を発売。

- 2016年
  - 1月　総合健診支援システム『iD-Heartストレスチェックシステム』を発売。
  - 5月　取締役会長に大道等、代表取締役社長に山﨑耕治就任[2]。
  - 7月　3Dシミュレーションシステム『i-Designer TEAM WEAR』、『i-Designer Goods』を発売。
- 2017年
  - 8月　生産管理システム『TECHSシリーズ』が2016年度出荷本数No.1導入実績3,000社突破[4]。
  - 10月　生産管理システム『TECHS-BK』カイゼンカメラ連携オプション（Sopak-C）を発売。
- 2018年
  - 2月　生産管理システム『TECHS-BK』　図面管理連携オプション（デジタルドルフィンズ）を発売。
  - 8月　生産管理システム『TECHS-S』ミスミ連携オプション（MISUMI-VONA）を発売、生産管理システム『TECHSシリーズ』が2017年度出荷本数No.1導入実績3,300社突破[5]。
- 2019年
  - 1月　九州支店を現住所に移転。
  - 2月　生産スケジューラ『Seiryu』を発売。
  - 4月　生産管理システム『TECHS-BK』iPad実績収集オプションを発売。
  - 6月　『中小製造業様向けIoTアイデアブック Vol.1』を発行、ジャーナグラム【テクノア×日刊工業新聞】を公開。
  - 8月　生産管理システム『TECHSシリーズ』が2018年度 出荷本数No.1導入実績3,600社突破[6]。

- 2020年
  - 1月　AI画像認識を利用した工場の見える化システム『A-Eyeカメラ』を発表。
  - 3月　『中小製造業様向けIoTアイデアブック Vol.2　A-Eyeカメラ特集号』を発行。『TECHSシリーズ』が『BtoBプラットフォーム 受発注 for 製造業』との連携開始。
  - 6月　中小製造業様におけるIT経営の推進をサポートするための新サービス『IT経営プロジェクト』を提供開始。テクノア「LINE公式アカウント」を開設。
  - 7月　中小製造業様の各種補助金・助成制度の申請を支援する新サービス「補助金おうえん隊」を提供開始。
  - 9月　生産管理システム『TECHSシリーズ』が2019年度 出荷本数No.1導入実績3,800社突破[7]。
  - 10月　位置×実績 見える化システム『Ez-Bee』を発売。
  - 11月　まるごとIoTシリーズ『A-Eyeカメラ』が一般社団法人クラウドサービス推進機構よりクラウドサービス認定を受ける。『TECHSシリーズ』ユーザー向けポイントサービス『TECHSmile』提供開始。

- 2021年
  - 3月　東京本社を現住所へ移転。
  - 5月　連携型検査・工程実績収集システム『Ez-Collect』を発売。
  - 8月　生産管理システム『TECHSシリーズ』が2020年度 出荷本数No.1を達成[8]。
  - 11月　位置×実績見える化システム『Ez-Bee』が一般社団法人クラウドサービス推進機構よりクラウドサービス認定を受ける。
  - 12月　経済産業省・中小企業庁「はばたく中小企業・小規模事業者300社」に選出。「はばたく中小企業・小規模事業者300社」代表事業者4社の1社として萩生田光一より感謝状を拝受[9]。

- 2022年
  - 4月　［見積業務をDX］中小製造業様に特化した『AI類似図面検索』ソフトウェアを発売。
  - 7月　大田区、産業振興協会、I-OTAと連携し、4者で中小製造業のためのデジタル受発注マッチングの仕組みを構築することを発表[10]。
  - 8月　ひろしま産業振興機構と「広島県中小企業技術・経営力評価制度における業務委託契約」を締結[11]。生産管理システム『TECHSシリーズ』が2021年度 出荷本数No.1を達成[12]。
  - 9月　クラウド対応型生産管理システム『TECHS-S NOA』を発売。
  - 10月　ノーコードで構築できるWebシミュレータシステム i-DESIGNERシリーズ『ラシム』を発売。三重県「デジタルものづくり推進拠点」のサポーティングパートナーズに登録。
  - 12月　令和4年度「おかやまＩＴ経営力大賞」にて「特別賞」を受賞。『AI類似図面検索』が第16回ASPIC_IoT・AI・クラウドアワード2022にて「AI部門　経営改革貢献賞」を受賞。

- 2023年
  - 3月　「健康経営優良法人2023（大規模法人部門）」に認定。生産管理システム『TECHS-S NOA Ver.1.1』を発売。
  - 4月　ものづくりDXプラットフォーム 『プラッとものづくり』全国サービス開始。
  - 6月　『A-Eyeカメラ』小型 AIカメラ「i-PRO mini」に対応。『TCSS（TECHS Customer Success Service）』伴走型支援を強化したお客様専用サービス提供開始。
  - 7月　クラウド対応型 総合健診支援システム『iD-Heart Ver.5』を発売。生産管理システム『TECHSシリーズ』が2022年度 出荷本数No.1を達成。『オチを決めるのは君だ！ 第三回ものづくり大喜利グランプリ』を開催。
  - 8月　『AI類似図面検索 Ver.2.4』を発売。Webデザインシミュレーターサービス『i-DESIGNERシリーズ』ホームページリニューアル。
  - 9月　ユーザー様同士のご縁を結ぶ会報誌『てくのわ』創刊。
  - 10月　生産管理システム『TECHSシリーズ』　導入実績4,500社達成。テクノアと匠技研工業が連携を発表。
  - 11月　一般社団法人クラウドサービス推進機構「クラウドサービス認定プログラム」に『プラッとものづくり』が認定。令和5年度「おかやまIT経営力大賞」にて「特別賞」を受賞。
  - 12月　クラウド対応型生産管理システム『TECHS-BK Ver.5』を発売。

- 2024年
- 1月　『AI類似図面検索 Ver2.5』を発売。
- 3月　『TECHS-BK』と「匠フォース」が連携。「健康経営優良法人2024（大規模法人部門）」に認定。
- 4月　Webデザインシミュレーター『i-DESIGNER』SaaS型ECサイト構築プラットフォーム「futureshop」との連携開始。
- 5月　テクノア初の公式キャラクター『ノアちゃん』誕生。
- 6月　『AI類似図面検索 Ver2.6』を発売。

## 事業所

### 国内拠点・支店
- 岐阜本社 - 岐阜県岐阜市
- 東京本社 - 東京都中央区
- 大阪支店 - 大阪府大阪市
- 九州支店 - 福岡県福岡市

## 受賞

### 会社の受賞・認定
- 2014年3月　プライバシーマーク認証
- 2016年11月　おかやまIT経営力大賞　特別賞受賞[13]
- 2017年
  - 11月　おかやまIT経営力大賞　特別賞受賞[14]
  - 12月　地域未来牽引企業に認定[15]

- 2018年
  - 11月　おかやまIT経営力大賞　特別賞受賞[16]
  - 12月　経済産業省認定の情報処理支援機関『スマートSMEサポーター』に認定
- 2020年
  - 11月　おかやまIT経営力大賞　特別賞受賞[17]
  - 12月　第54回グッドカンパニー大賞グランプリ受賞[18]
- 2021年
  - 1月　KAIKA Awards 2020 「特選紹介事例」選出[19]
  - 3月　第11回「日本でいちばん大切にしたい会社」審査委員会特別賞受賞[20]
  - 11月　おかやまIT経営力大賞[21]
  - 12月　はばたく中小企業・小規模事業者300社認定[9]
- 2022年
  - 2月　岐阜県ワーク・ライフ・バランス推進エクセレント企業認定
  - 12月　おかやまIT経営力大賞　特別賞を受賞
- 2023年
  - 3月　健康経営優良法人2023（大規模法人部門）認定
  - 11月　おかやまIT経営力大賞　特別賞を受賞
- 2024年
  - 3月　健康経営優良法人2024（大規模法人部門）認定

### 各製品の受賞・認定・加盟
- 第14回ASPIC IoT・AI・クラウドアワード2020 IoT部門先進技術賞受賞[22]
- 第15回ASPIC IoT・AI・クラウドアワード2021 IoT部門経営改革貢献賞受賞[23]
- 第16回ASPIC_IoT・AI・クラウドアワード2022 AI部門経営改革貢献賞
- JMAC「現場IoT7つ道具」 認定（A-Eyeカメラ）
- ITトレンド Good Product受賞[24]
- 第23回 自動認識システム大賞 入賞[25]
- スマートSMEサポーター
- クラウドサービス認定

### 加盟
- 2020年
  - 8月　地方創生SDGs官民連携プラットホーム加盟[26],つなぐITコンソーシアム加盟[27]
  - 9月　ITコーディネータ協会参画[28],パートナーシップ構築宣言[29]
- 2021年
  - 4月　大阪府DX推進パートナーズ参画[30],岐阜県ワーク・ライフ・バランス推進企業参画[31]